# Hans Schmidt
 Der er flere personer med dette navn, se Hans Schmidt (flertydig).
Hans Schmidt-Oxbüll (født 1. april 1899 i Oksbøl på Als, død 2. oktober 1978) var en tysk gårdejer og politiker i Sønderjylland, der var formand for det tyske mindretals paraplyorganisation Bund Deutscher Nordschleswiger (BDN) fra 1951 til 1960 og medlem af Folketinget fra 1953 til 1964.

## Uddannelse og erhverv
Schmidt-Oxbüll gik i skole i Oksbøl på Als og tog realeksamen på Oberrealschule i Sønderborg (i dag: Sønderborg Statsskole). Han gjorde tysk militærtjeneste 1917-18, gik på landbrugsskole i Hildesheim og var landvæsenselev i Bentfeld, Kreis Oldenburg i Holsten i 1923.
Han var medhjælper på sin fødegård i Oksbøl, forpagtede gården i 1927 og erhvervede den i 1936.

## Oragnisatorisk arbejde
Schmidt-Oxbüll var formand for den tyske ungdomsforening (Jugendbund) i Als Nørre Herred 1920-25 og blev næstformand for Jugendverband i Nordschleswig 1921.
Han var formand for Schleswigscher Wählerverein for Als Nørre Herred og for Sønderborg Amt. Fra 1929-39 var han medlem af hovedbestyrelsen. Han var formand for Vereinsbund i Als Nørreherred 1929-45 og medlem af hovedbestyrelsen 1950.
I 1930'erne var han medlem af nazistpartiet NSAN, hvor han i 1938 blev udnævnt til partiets næstformand. Alligevel opstillede han som nummer fire på Slesvigsk Partis liste til folketingsvalget i 1939. Under anden verdenskrig var han Ortsgruppenleiter for NSDAP-N i Nør Herred på Als. På grund af hans forbindelse til de nazistiske partier blev han indsat på Fårhuslejren og idømt fængselsstraf for tjeneste som tidsfrivillig.
Hans Schmidt var med til at Grundlægge Bund Deutscher Nordschleswiger som er paraplyorganisation for det tyske mindretals organisationer i Sønderjylland. Dette skete til et møde den 22. november, 1945 på et møde i Aabenraa. Her blev han valgt som formand for Bund Deutscher Nordschleswiger i 1951, og fortsatte indtil 1960 efter nogle genvalg i 1953 og 1956.
Schmidt-Oxbüll med i 1954 med til at stifte Føderalistiske Union af Europæiske Folkegrupr og var unionens formand fra 1959 til 1963.

## Politisk karriere
Han stillede op til folketingsvalget 22. september 1953 som løsgænger, men repræsenterede reelt det tyske mindretal. Han blev valgt, og genopstillede ved de følgende folketingsvalg for Slesvigsk Parti. Han genopstillede ikke ved folketingsvalget 1964 på grund interne problemer i mindretallet.